# Barkmere
Barkmere es una localidad con el estatus de ciudad en la provincia de Quebec, Canadá. Está ubicada en el municipio regional de condado de Les Laurentides y a su vez, en la región administrativa de Laurentides. Hace parte de las circunscripciones electorales de Argenteuil a nivel provincial y de Laurentides−Labelle a nivel federal.

## Geografía
Barkmere se encuentra ubicada en las coordenadas 46°00′00″N 74°35′00″O / 46.00000, -74.58333. Según Statistique Canada, tiene una superficie total de 18.93 km² y es una de las 1135 municipalidades en las que está dividido administrativamente el territorio de la provincia de Quebec.

## Demografía
Según el censo de 2011, había 58 personas residiendo en esta localidad con una densidad poblacional de 3.1 hab./km². Los datos del censo mostraron que de las 87 personas en 2006, en 2011 el cambio poblacional fue una disminución de 29 habitantes (-33.3%). El número total de inmuebles particulares resultó de 217 con una densidad de 11.46 inmuebles por km². El número total de viviendas particulares que se encontraban ocupadas por residentes habituales fue de 32.